# Rheotanytarsus ogilbyi
Rheotanytarsus ogilbyi är en tvåvingeart som först beskrevs av Frederick Askew Skuse 1889.  Rheotanytarsus ogilbyi ingår i släktet Rheotanytarsus och familjen fjädermyggor. Inga underarter finns listade i Catalogue of Life.